# Francisco Carrillo Guerrero
Fran Carrillo Guerrero (Córdoba, Andalucía; 18 de julio de 1981) es un político español, fue Diputado en el Parlamento de Andalucía y hasta el 31 de mayo del 2020 senador del Senado de España por el partido Ciudadanos.

## Senado de España
Fue senador en el Grupo Parlamentario Ciudadanos del Senado de España y estuvo en tres legislaturas, la primera del 7 de febrero del 2019 hasta el  de marzo del 2019 (por disolución parlamentaria) y hasta el 31 de mayo del 2020 (por renuncia).

### Cargos
- Portavoz adjunto en la Junta de Portavoces (03/12/2019 al 31/05/2020).
- Portavoz en la Comisión de Ciencia, Innovación y Univerisades (04/02/2020 al 31/05/2020).
- Portavoz en la Comisión de las Comunidades Autónomas (04/02/2020 al 31/05/2020).
- Portavoz en la Comisión Mixta para el Tribunal de Cuentas (13/02/2020 al 31/05/2020).

## Parlamento de Andalucía
Desde el 17 de mayo del 2019 es diputado en el Parlamento de Andalucía por la circunscripción de Córdoba por el partido Ciudadanos ocupando el escaño número 110.

### Cargos
- Portavoz adjunto de Ciudadanos en el Parlamento de Andalucía (31/05/2020 - actualidad).